# نقش يوآش
نقش يوآش هو اسم قطعة أثرية مثيرة للجدل يشاع أنها ظهرت في موقع بناء أو مقبرة إسلامية بالقرب من جبل الهيكل في القدس .
يصف النقش الإصلاحات التي أجراها يوآش ابن الملك أخزيا من يهوذا، للمعبد في القدس ، ويقابل الوصف القصة المذكورة في سفر الملوك الثاني 12. في حين أن بعض العلماء يؤيدون وجود غشاء العتق على النقش مما يعزز بدوره الزعم بأن النقش أصلي، أفادت هيئة الآثار الإسرائيلية أن النقش هو تزوير من العصر الحديث. 